# Lex Valeria de provocatione
La Lex Valeria de provocatione fue una ley que concedía a todos los ciudadanos el derecho de apelar a la asamblea del pueblo contra la sentencia de los magistrados. Esta ley también prohibía la creación de funcionarios exentos del derecho de apelación del pueblo. Tito Livio escribió que:

(el derecho de apelación del pueblo) no solo fue restaurado, sino fortalecido para el futuro por una nueva promulgación. Esta prohibía el nombramiento de un magistrado que no estuviera sujeto al derecho de apelación, y dispuso que cualquiera que hiciera un nombramiento así, fuera condenado a muerte legalmente, sin que el hombre que le ejecutara pudiera ser culpable de asesinato.
Tito Livio, Historia de Roma, 3.55, 4-5

Atribuida según la tradición a Publio Valerio Publícola, segundo Cónsul de la República. En la época Imperial fue sustituida por el derecho de apelación (appelatio) a un magistrado de grado superior que el que emitía la sentencia en primera instancia[cita requerida].